# Europa 7
Europa 7 è stato un canale televisivo italiano, ricordato per aver avuto una storia particolarmente complessa, segnata da una lunghissima e travagliata vicenda giudiziaria in cui era coinvolto anche il mondo della politica.
Era stato lanciato nel 1998 in sostituzione di Italia 7 ma, pur avendo ottenuto una concessione per una frequenza televisiva nazionale dallo Stato italiano, non l'ha mai potuta utilizzare in ragione della mancata applicazione del Piano Nazionale Assegnazione delle Frequenze, che stabiliva i limiti per ogni singolo operatore. Europa 7, quindi, ha potuto esistere solo come syndication e mai come emittente televisiva nazionale autonoma. Nel 2012, lo Stato italiano è stato condannato a pagare ad Europa 7 la cifra di dieci milioni di euro a titolo di risarcimento per la mancata fruizione delle frequenze.
La società che gestisce il marchio, di proprietà dell'editore italiano Francesco Di Stefano, ha lanciato nel 2010 la piattaforma televisiva per il digitale terrestre Europa7 HD, che è stata la prima azienda televisiva nazionale a produrre trasmissioni televisive in standard DVB-T2, adottato per l'alta definizione. Tuttavia, tale piattaforma ha avuto una rilevanza molto limitata rispetto ad altre pay TV disponibili sul territorio italiano.

## Storia

### 1994-1998
Nel 1994, a seguito della legge Mammì, la Fininvest cedette Italia 7 alla D.A.P.S., azienda di proprietà dell'editore Giampiero Ades, che tentò di rilanciare il circuito attraverso la stipula di un contratto di esclusiva per vari film e telefilm della Warner Bros. e altri investimenti in programmazione. Tuttavia questa azienda fallì nel 1996, e Italia 7 venne ceduta a Giorgio Tacchino e Francesco Di Stefano, già proprietari delle emittenti capofila Telecity e TVR Voxson. Le trasmissioni di Italia 7 continuarono fino al 18 aprile 1998, quando il network venne rinominato in Europa 7. Tale scelta fu effettuata perché ogni emittente affiliata era titolare del marchio di Italia 7 per la propria regione, e diverse di esse (tra cui la pugliese Telenorba e la siciliana Telecolor) lo mantenevano in onda anche dopo essere fuoriuscite dal circuito. Per un breve periodo il circuito utilizzò un doppio logo di rete: a sinistra era presente quello tradizionale di Italia 7, occasionalmente "personalizzato" dall'emittente locale, mentre a destra quello di Europa 7, che fu proposto in più versioni finché non ne fu adottata una definitiva con la scritta "europa" in minuscolo e in blu.
Tuttavia le emittenti affiliate Telecity, Telepadova e Sestarete, che assieme coprivano gran parte del nord Italia, decisero di separarsi e costituire un nuovo circuito in proprio: per un periodo queste reti locali continuarono a trasmettere i programmi di Europa 7, coprendone però il logo con quello tradizionale di Italia 7; nel corso del 1999 venne fondata Italia 7 Gold, che iniziò stabilmente le trasmissioni con il proprio logo il 1º gennaio 2000. Europa 7 non riuscì a recuperare la precedente copertura e rimase visibile fino alla seconda metà degli anni 2000 perlopiù nelle regioni meridionali e del centro Italia.

### 1999
Nel 1999 Di Stefano decise di dare vita a due nuovi canali nazionali partendo dai 12 miliardi di lire ricavati dall'attività della syndication. A tale fine partecipò alla gara pubblica per l'assegnazione delle frequenze televisive nazionali prevista dalla Legge Maccanico del 1997. I due canali avrebbero dovuto sostituire la syndication della quale l'imprenditore era già in possesso. Uno avrebbe ereditato il nome del circuito, ovvero "Europa 7", mentre l'altro si sarebbe dovuto chiamare "7 Plus".
Temporaneamente il circuito passò in gestione al gruppo Media 2001 S.r.l., controllato dalla società Fincentro Uno, controllata a sua volta dallo stesso Di Stefano al 98%. La società vinse la gara ottenendo la concessione ma non le frequenze necessarie a trasmettere su scala nazionale.
Il "Piano nazionale di assegnazione delle frequenze per la radiodiffusione televisiva" individuò 51 bande utilizzabili (45 della gamma UHF e 6 della gamma VHF). Ad ogni emittente dovevano essere assegnate tre bande su cui trasmettere, a seconda della zona geografica, per un totale teorico di 17 emittenti, di cui sei a livello locale, tre nazionali pubbliche (quelle della Rai) e 8 nazionali private. Ulteriori eventuali frequenze rimaste libere avrebbero dovuto essere dedicate alle emittenti locali. La gara prevedeva, per semplificare e velocizzare le assegnazioni, che se il vincitore di una concessione stava già trasmettendo su scala nazionale in modo compatibile con quanto deciso sulle suddivisioni delle bande, avrebbe potuto continuare a impiegare le stesse frequenze, senza attendere il piano di adeguamento delle frequenze. A causa del ristretto numero di frequenze assegnabili, gli articoli 1 e 2 della concessione prevedevano per i concessionari un termine massimo di 24 mesi dalla notifica delle concessioni perché questi dimostrassero di essere in grado di coprire almeno l'80% del territorio nazionale, compresi tutti i capoluoghi di provincia (per le assegnazioni effettuate con la precedente legge Mammì era stato ritenuto sufficiente coprire il 60% del territorio), a cui si sarebbero potuti aggiungere, a discrezione del Ministero delle comunicazioni, 12 mesi di proroga in caso di problemi tecnici.
Nella Gazzetta Ufficiale n. 59 del 12 marzo 1999 vennero pubblicati i punteggi che servivano per la valutazione dei richiedenti le concessioni. Alcuni giornalisti che si interessarono al caso fecero notare come questo regolamento avrebbe avvantaggiato chi già trasmetteva a livello nazionale, rendendo così più difficoltoso l'ingresso di nuove reti come quelle di Di Stefano, rafforzando cioè lo status quo.
Con il Decreto Ministeriale del 28 luglio 1999 furono resi noti i vincitori della gara, tra i quali figurava Europa 7 di Di Stefano, che si aggiudicò 1 concessione delle 2 per le quali l'imprenditore si era candidato, posizionandosi settimo in graduatoria, pur non avendo ottenuto dallo Stato le frequenze; la concessione per 7 plus non fu autorizzata per capitale sociale insufficiente; contestualmente Rete 4 e TELE+ Nero, che trasmettevano ancora a livello nazionale, non essendo fino a quel momento entrato in vigore il nuovo Piano delle Frequenze, sul quale veniva autorizzato un limite massimo di due reti per operatore, persero la loro concessione. Relativamente alla seconda concessione Di Stefano fece ricorso al TAR del Lazio, che nel 2000 confermò la decisione del Ministero delle comunicazioni, e successivamente al Consiglio di Stato, che l'anno seguente annullò la decisione del TAR e costrinse il Ministero ad accordare anche la seconda concessione, rendendo 7 Plus l'ottava emittente in graduatoria.
Il 22 settembre 1999 le concessioni di Europa 7 furono registrate presso la Corte dei Conti e il 28 ottobre 1999 le furono rilasciati i titoli concessori. La licenza prevedeva l'inizio delle trasmissioni entro il 31 dicembre 1999 e il piano di Europa7 prevedeva 700 assunzioni e un centro di produzione a Roma di 20.000 m², composto da 8 studi e un magazzino di programmi.
A Europa 7, al contrario del servizio pubblico e degli altri gruppi privati, non erano ancora state assegnate le frequenze nazionali di spettanza e doveva pertanto attendere l'applicazione del piano di assegnazione delle frequenze per poter iniziare le trasmissioni (secondo il Governo italiano, i ricorsi di Rete Mia, Retecapri, Rete A e 7 Plus stessa, ritardarono l'entrata in vigore delle nuove normative).
Nonostante Europa 7 fosse l'unico soggetto televisivo nuovo tra i vincitori delle concessioni e dovesse trasmettere già da luglio 1999, la persistente inadempienza da parte del Ministero delle comunicazioni nella redazione del Piano, contravvenendo al risultato della gara pubblica, fece slittare la partenza, con autorizzazione ministeriale del 1999, fino al 31 dicembre 2003 - data ritenuta successivamente dalla Corte Costituzionale come termine improrogabile a partire dal quale avrebbe dovuto prendere il via un «effettivo e congruo sviluppo dell'utenza dei programmi radiotelevisivi via satellite o via cavo».
In una nota del 22 dicembre 1999, il Ministero si impegnava comunque con la società Centro Europa 7 perché in breve tempo si arrivasse "di concerto con l'Autorità, alla definizione del programma di adeguamento al piano d'assegnazione delle frequenze". A seguito del ricorso al TAR da parte di Europa 7 in relazione a questa nota, con sentenza n. 9325/04 si affermò che il Ministero avrebbe dovuto assegnare subito le frequenze una volta deciso, in base all'esito della gara.
Il Piano nazionale di assegnazione delle frequenze, di competenza dell’Autorità per le garanzie nelle comunicazioni (AGCOM), di fatto, non fu però mai attuato; le reti "eccedenti" (Rete 4 e Tele + Nero), che a causa dei vincoli antitrust imposti dalla legge Maccanico, avrebbero dovuto essere trasferite sul digitale terrestre entro un termine stabilito dall’Autorità, continuarono a trasmettere sul sistema analogico, occupando due frequenze che dovevano essere liberate, in quanto tale termine non fu mai indicato.

### 2000-2007
Nel frattempo, dall'aprile 2000 al giugno 2001, il Governo Amato II si disinteressa completamente della vicenda permettendo in questo modo a Rete 4 di continuare a trasmettere in assenza di concessione e, a circa una settimana dalla scadenza dell'autorizzazione a trasmettere, ottiene una proroga per trasmettere in analogico fino alla data dello switch over grazie al decreto definito dal centro-sinistra "Salva Rete 4".
Nel novembre 2002 alla Corte Costituzionale fu chiesto di valutare la costituzionalità dell'art. 3, comma 6 e 7, della legge 31 luglio 1997, n. 249 (la già citata legge Maccanico), che permettevano a chi ha un numero di reti superiore al 20% - massimo previsto - di prorogare le trasmissioni in analogico, a patto che a queste si inizino ad affiancare le trasmissioni via satellite o cavo, fino ad un termine che doveva essere deciso dall'AGCOM. La Corte, con sentenza 466/2002, confermò - come già nel 1994 - che nessun privato può possedere più del 20% delle frequenze televisive e le reti eccedenti (quindi Rete 4 e TELE+ Nero), dovevano cessare la trasmissione in via analogica terrestre; ritenne anche non incostituzionale il comma 6 (che ammetteva le proroghe), ma incostituzionale il comma 7 (per cui il periodo della durata massima della proroga non era fissato dalla legge, ma la sua decisione era demandata all'Autorità per le Comunicazioni, che tuttavia non si era ancora espressa in merito nonostante fossero già trascorsi diversi anni sia dall'emanazione della legge sia dalla gara); fissò inoltre un limite improrogabile (il 31 dicembre 2003) per il passaggio esclusivo al satellite e/o al cavo, basandosi su una valutazione dell'AGCOM che riteneva quella data sufficiente per trasferire tutte le trasmissioni di Rete 4 e TELE+ Nero su mezzi digitali, senza entrare nello specifico del caso della ricorrente Europa 7 (che aveva chiesto di considerare incostituzionali entrambi i commi, in quanto «l'attuale normativa di settore», ovvero le proroghe per le reti eccedenti regolate dai due commi, «le impedirebbe di utilizzare concretamente le frequenze che le sono state assegnate nella fase di pianificazione»), che per le precedenti decisioni (il DM del luglio 1999) rimaneva comunque l'assegnataria delle frequenze che così si fossero liberate. È da sottolineare che la Corte non era chiamata ad esprimersi sulla supposta correttezza della gara di assegnazione delle concessioni nazionali, ma solo sulla supposta incostituzionalità dei due articoli che permettevano la prosecuzione delle trasmissioni alle "reti eccedenti", infatti specifica che:
(dalla sentenza 466/2002 della Corte Costituzionale)
Successivamente, nel settembre 2002, il ministro delle comunicazioni Maurizio Gasparri presenta un disegno di legge per il riordino del sistema radiotelevisivo italiano e l'introduzione della trasmissione su piattaforma digitale terrestre che viene approvata dal parlamento ma rinviata alle Camere dal Presidente della Repubblica per le problematiche relative alla pluralità dell'informazione, sia al concetto di un termine certo per il regime transitorio introdotto proprio dalla sentenza n. 466 del 20 novembre 2002 della Corte costituzionale, che con la legge Gasparri sarebbe stato spostato di un anno e senza indicazioni certe su come operare nel caso per quella data non si fosse raggiunta la pluralità indicata dalla Corte. Così, per poter garantire a Rete 4 di continuare a trasmettere via etere e a Rai 3 di poter continuare ad ospitare pubblicità, il 24 dicembre 2003 il governo Berlusconi vara un decreto legge (decreto legge n. 352/2003, divenuto noto come "decreto salvareti"), trasformato in legge nel febbraio 2004. Il decreto prevede che le "reti eccedenti" possano proseguire le trasmissioni sulle frequenze da loro impiegate, sia nell'analogico che nel digitale, fino al termine di una verifica sullo sviluppo delle reti del digitale terrestre (sviluppo che, con l'aumentato numero di canali, porterebbe a un aumento della pluralità e quindi alla cancellazione del limite di due concessioni per privato. In occasione della conversione del decreto in legge, Berlusconi accuserà la Corte Costituzionale di aver voluto produrre una sentenza con finalità politiche, in quanto "si sa che la Consulta è composta da 10 membri dello schieramento di sinistra e 5 membri del centrodestra".
La legge Gasparri viene successivamente approvata definitivamente il 29 aprile 2004 (legge n. 112/2004). Tra le altre cose la legge prevedeva che:
...

5. A decorrere dalla data di entrata in vigore della presente legge, la licenza di operatore di rete televisiva è rilasciata, su domanda, ai soggetti che esercitano legittimamente l’attività di diffusione televisiva, in virtù di titolo concessorio ovvero per il generale assentimento di cui al comma 1, qualora dimostrino di avere raggiunto una copertura non inferiore al 50 per cento della popolazione o del bacino locale.

...

9. Al fine di agevolare la conversione del sistema dalla tecnica analogica alla tecnica digitale la diffusione dei programmi radiotelevisivi prosegue con l’esercizio degli impianti legittimamente in funzione alla data di entrata in vigore della presente legge. Il repertorio dei siti di cui al piano nazionale di assegnazione delle frequenze per la diffusione radiotelevisiva resta utilizzabile ai fini della riallocazione degli impianti che superano o concorrono a superare in modo ricorrente i limiti e i valori stabiliti in attuazione dell’articolo 1, comma 6, lettera a), numero 15), della legge 31 luglio 1997, n. 249.»
(legge n. 112/2004, art 23)
bloccando la riassegnazione delle frequenze delle concessioni analogiche, in attesa del passaggio completo al digitale terrestre con una diversa assegnazione delle frequenze.
Centro Europa 7 fece nuovamente ricorso al TAR del Lazio chiedendo di ottenere l'assegnazione delle frequenze e richiedendo un risarcimento per il danno subito ma il ricorso fu respinto dal 16 settembre 2004 (provvedimento n. 9315/04 e n. 9319/04), con la motivazione che pur avendo vinto la gara, Europa 7 non avrebbe un diritto soggettivo all'assegnazione delle frequenze per trasmettere e che tale assegnazione spettava in ultima istanza alle autorità in base alle varie normative che tuttavia nel frattempo erano cambiate per prolungare la possibilità alle reti eccedenti di continuare a trasmettere. Dallo stesso TAR nello stesso giorno fu invece accettato il ricorso (n. 9325/04) contro la nota del ministero del 22 dicembre 1999, sostenendo appunto che il Ministero doveva assegnare le frequenze una volta avuto l'esito della gara.
Nel luglio 2005 il Consiglio di Stato, dopo il ricorso di Centro Europa 7 contro la sentenza del TAR, chiese alla Corte di giustizia europea di rispondere a dieci quesiti, dove fu messo in discussione il quadro legislativo e un risarcimento danni in favore di Europa 7.
Il 30 novembre 2006 si è tenuta l'udienza alla Corte di Giustizia Europea; durante l'udienza l'avvocatura dello Stato ha difeso la legge Gasparri e sostenuto le posizioni precedentemente espresse nella memoria difensiva del precedente governo. Successivamente, dopo alcune interrogazioni alla Presidenza del Consiglio dei ministri e al Ministero dei Beni Culturali da parte di esponenti della maggioranza di governo e dopo che lo stesso ministro delle comunicazioni Paolo Gentiloni aveva disconosciuto l'operato dell'avvocatura dello Stato, il 13 dicembre questa precisò di aver sostenuto in sede comunitaria che i problemi di trasmissione di Europa 7 non riguardavano la legge Gasparri, ma la precedente legge Maccanico del 1997 e che anzi, secondo alcune interpretazioni dell'art. 23 della legge Gasparri - che regolamenta la "fase di avvio delle trasmissioni televisive in tecnica digitale" - sarebbe permesso a Di Stefano di acquistare delle frequenze da un operatore già attivo e iniziare a trasmettere in attesa del passaggio completo al digitale terrestre; l'avvocatura ha anche sostenuto di aver informato la Corte di giustizia europea che, in caso di approvazione del ddl Gentiloni di modifica della legge Gasparri, la società Centro Europa 7 avrebbe potuto ottenere le frequenze che le spettavano. Il 12 settembre 2007 le conclusioni dell'avvocatura generale della Corte evidenziavano che:
I giudici nazionali devono esaminare attentamente le ragioni addotte da uno Stato membro per ritardare l'assegnazione di frequenze ad un operatore che così ha ottenuto diritti di radiodiffusione televisiva in ambito nazionale e, se necessario, ordinare rimedi appropriati per garantire che tali diritti non rimangano illusori»
(Causa C-380/05, conclusioni dell'avvocato generale Poiares Maduro)

### 2008-2010
Il 31 gennaio 2008 la Corte ha emesso la sentenza su tale ricorso:
(Causa C-380/05, sentenza della Corte Europea)
La sentenza della Corte di Giustizia europea del 31 gennaio 2008 affermava che il sistema televisivo in Italia non è conforme alla normativa europea che impone criteri obiettivi, trasparenti e non discriminatori nell'assegnazione delle frequenze. Un ritardo nell'applicazione della direttiva europea avrebbe comportato una pena pecuniaria a partire dal 1º gennaio 2009 di circa 350 000 euro al giorno e calcolata con effetto retroattivo fino al 1º gennaio 2006.
L'ultima udienza al Consiglio di Stato ha avuto luogo martedì 6 maggio 2008 - sentenza n. 2624 e il 31 maggio il Consiglio di Stato ha respinto il ricorso presentato da Europa 7 contro il Ministero delle comunicazioni e RTI in cui si chiedeva la sospensione dell'autorizzazione a trasmettere per Rete 4, poiché «tardivo». Inoltre, è stato dichiarato inammissibile il ricorso di Europa 7 che chiedeva l'assegnazione delle frequenze, in quanto il Consiglio di Stato non può sostituirsi all'esecutivo ma ha respinto anche un ricorso di Mediaset che chiedeva l'annullamento della sentenza del TAR del Lazio del 2004 - la quale imponeva che ad Europa 7 venissero assegnate le frequenze. Il Consiglio di Stato ha quindi richiesto al Ministero dello sviluppo economico di pronunciarsi nuovamente sulla richiesta di frequenze di Europa 7 entro il 15 ottobre 2008, fornendo, in particolare, una nuova «risposta motivata» dal Governo, formulata in base alla sentenza della Corte di Giustizia della Comunità Europea del 31 gennaio, favorevole a Di Stefano. Per questo motivo Rete 4 potrà continuare a trasmettere fino a quando non avverrà l'assegnazione delle frequenze. Tuttavia molti punti restarono aperti: in base alle risposte avute dal governo, il 16 dicembre 2008 il Collegio si riserverà di decidere in via definitiva sul ricorso con cui Europa 7 chiede il risarcimento del danno, valutato intorno ai 2,169 miliardi se le frequenze dovessero essere attribuite, 3,5 miliardi nel caso opposto. Entro tale data:
- Europa 7 dovrà:
  - descrivere la propria attività dal 1999 a oggi;
  - chiarire perché non ha partecipato alla gara indetta nel 2007 per l'assegnazione delle frequenze;
- il Ministero dovrà:
  - dare una risposta alla sentenza del 31 maggio;
  - dichiarare quali frequenze sono state rese disponibili dopo la gara del 1999 e come sono state assegnate;
  - chiarire la situazione di Europa 7, la cui concessione mai goduta, secondo l'esecutivo, è scaduta nel 2005 (su questo aspetto, è in atto un contenzioso legale in primo grado);
- l'Autorità garante per le Comunicazioni dovrà spiegare perché il piano frequenze non è stato adottato, come previsto dalla concessione vinta da Europa 7.

L'AGCOM il 13 ottobre 2008 fece sua la proposta di riordino dei canali VHF III impiegati per la trasmissione dei segnali televisivi che avrebbe permesso di ottenere un nuovo canale in banda VHF III, necessario per il passaggio completo al digitale terrestre e previsto entro il 2012 (in base a decisioni europee prese nella conferenza di Ginevra del 2006), se effettuato in anticipo permetterebbe di ottenere un nuovo canale in banda VHF III (attualmente occupato in alcune zone da Rai 1 e secondo l'AGCOM in alcune zone non utilizzabile in quanto disturbato da altre emittenti.
Il 15 ottobre, alla scadenza del termine fissato dal Consiglio di Stato, Paolo Romani, sottosegretario allo Sviluppo economico, ha affermato che il Governo ha iniziato le trattative con la RAI al fine di applicare la nuova canalizzazione europea proposta da Sassano (per passare da 7 a 8 canali in banda VHF III) nelle zone digitalizzate: l'accordo si è concluso e tale procedura è avvenuta tra il 22 e il 30 giugno 2009.
A seguito degli annunci dell'AGCOM e del governo, i legali di Europa 7 hanno risposto di essere in attesa di verificare se a queste dichiarazioni seguirà l'effettiva assegnazione delle frequenze, riservandosi comunque di valutare le caratteristiche di questa banda (per es. la copertura del territorio e della popolazione effettiva), affermando tuttavia che non intendono rinunciare alla richiesta di danni dovuti al fatto di non aver potuto trasmettere in questi anni. L'11 dicembre 2008, il Ministero dello Sviluppo Economico ha assegnato la frequenza E8 (198,5 MHz; VHF III banda) a Europa 7, ma Di Stefano in un'intervista ha manifestato nuovamente il suo dissenso, aspettando la pronuncia del Consiglio di Stato sul risarcimento danni, prevista per il 16 dicembre 2008. La richiesta di risarcimento prevedeva un importo pari a 3,5 miliardi di euro senza assegnazione di frequenze, e 2,16 miliardi con le frequenze.
La procedura di infrazione aperta da parte dell'UE è stata congelata a seguito della decisione di mettere a gara un dividendo digitale di cinque reti nazionali: per tre di esse l'accesso sarà riservato ai nuovi entrati e agli operatori con meno di due reti, le restanti due saranno accessibili a tutti. La procedura verrà chiusa in via definitiva solamente quando "il beauty contest sarà stato effettuato in accordo con le norme UE"
.
Tuttavia, dal 23 agosto 2010, Mediaset ha attivato nelle aree all-digital un sesto multiplex di proprietà sul canale 58 UHF (Mediaset 6).
Anche il gruppo Telecom Italia Media il 28 settembre 2010 ha attivato un ulteriore multiplex di proprietà sul canale 54 UHF (TIMB 4).
Entrambe le frequenze, secondo quanto dichiarato dal Ministro Paolo Romani, sono state autorizzate in via provvisoria per la sperimentazione dell'alta definizione. Le trasmissioni sono cessate il 14 luglio 2011 nella penisola e in Sicilia, mentre in Sardegna lo spegnimento è avvenuto il 19 dicembre 2012.
Il 16 dicembre si tenne l'udienza in cui le parti hanno presentarono le loro valutazioni: da una parte Europa 7 ribadì l'insufficienza tecnica delle frequenze e il risarcimento mentre dall'altra parte l'Avvocatura dello stato nominata dal governo sostenne che il ricorso era inammissibile. I giudici il 21 gennaio 2009, con decisione n.242 - riprendendo la questione già parzialmente decisa con la sentenza non definitiva del Consiglio n. 2622/08 del 31 maggio 2008 - hanno stabilito che Europa 7 otterrà dallo Stato un risarcimento di poco più di 1 milione di euro. Di Stefano annuncia sull'Espresso del 27 marzo 2009 che nonostante la scarsa copertura, darà finalmente il via all'attività radiotelevisiva in tecnica analogica.
La Corte europea dei diritti dell'uomo ha condannato lo Stato italiano per aver ostruito la concessione di frequenze televisive alla sua emittente televisiva stabilendo il risarcimento per danni morali e materiali dove l'Italia pagherà all'imprenditore dieci milioni contro una richiesta di due miliardi di euro; tuttavia la Corte ha respinto l'accusa rivolta da Di Stefano nei confronti di Mediaset, che ha potuto regolarmente trasmettere il segnale grazie all'autorizzazione in suo possesso.
Nel marzo 2009, l'emittente ha presentato un altro ricorso al TAR del Lazio per chiedere un'integrazione delle frequenze. Poiché le frequenze assegnate risultano attualmente utilizzate per il DAB, i consorzi interessati, a loro volta si sono rivolti anche loro al TAR del Lazio per chiedere l'annullamento dell'assegnazione ministeriale a Europa 7. In attuazione degli accordi presi con il Governo, in adempimento a un obbligo normativo europeo, tra il 22 giugno e il 30 giugno 2009, si è avviata la procedura di ricanalizzazione delle frequenze radiotelevisive VHF nazionali: il canale ulteriore ai sette preesistenti resosi così disponibile verrà attribuito a Europa 7. Una perizia tecnica effettuata per conto di Europa 7 dalla IRTE, azienda che si occupa di radiodiffusione, mostra che il canale assegnato dal Ministero copre il 10% del territorio e il 18% della popolazione nazionali, con «problemi interferenziali notevoli e diffusi». La concessione vinta nel 1999 prevedeva invece la copertura dell'80% del territorio, di tutti i capoluoghi di provincia e il 95% della popolazione ed Europa 7 sostenne che, per realizzare una rete nazionale in tecnica analogica, ci vogliono tre frequenze per ogni bacino, altrimenti non si può competere con emittenti che coprono il 95% della popolazione. Al contrario, il governo replicò che «tra pochi mesi potrà, volendo, trasmettere anche in analogico con una vasta copertura pari a non meno del 70% della popolazione». Quindi Europa 7 avrebbe dovuto attivare gli impianti entro il periodo compreso tra il 1º luglio 2009 e il 30 giugno 2011. In un'intervista a Radio 24, Di Stefano dichiara che non partirà il 1º luglio 2009 poiché convinto che la sua emittente possa fallire in sei mesi a causa della scarsa copertura. A fine novembre 2009 il Ministero dello Sviluppo Economico aveva tentato di trovare un accordo con i rappresentanti legali di Europa 7 per risolvere il problema delle frequenze. A tal proposito, in data 11 febbraio il TAR del Lazio doveva discutere la richiesta della rete di annullare la delibera che le concedesse l'uso del canale VHF. Su accordo di ambo le parti l'incontro è stato rinviato e sono state effettuate nel frattempo trattative finalizzate a soddisfare i requisiti previsti dalla gara del 1999. L'8 aprile 2010 è stata risolta definitivamente la disputa decidendo che per integrare la copertura del canale 8 in banda VHF, il Ministero avrebbe assegnato dei canali ulteriori, mettendo dunque fine al decennale contenzioso e al ricorso al TAR. Nell'intesa venne inserito il divieto per l'emittente di vendere le frequenze aggiuntive fino al termine ultimo del passaggio al digitale terrestre.

### 2010-2018: Europa7 HD
Nel 2010, dopo l'ottenimento delle frequenze, la syndication è passata sotto il controllo di Media 2001 S.r.l., società che fa capo a Giuseppe Di Stefano, fratello di Francesco. Il circuito si era nel frattempo via via ridimensionato con l'uscita di tutte le reti affiliate e ha mantenuto, fino alla cessazione delle trasmissioni, solo le tre emittenti di proprietà della società, TVR Voxson, Teleregione Toscana e Atv7, che coprono rispettivamente Lazio, Toscana e Abruzzo. Dopo l'avvio delle trasmissioni nazionali di Europa7 HD, il circuito Europa 7 ha abbandonato questo nome senza adottarne uno nuovo; anche le trasmissioni in interconnessione, dunque, presentavano il solo logo dell'emittente locale. TVR Voxson, Teleregione e Atv7 hanno poi attivato i loro rispettivi multiplex digitali terrestri, in cui erano contenuti anche Libera, un altro canale edito dalla stessa società, e altre emittenti locali indipendenti (fra cui Info Media News nella versione abruzzese).
Di Stefano presentò il 27 maggio 2010 il piano industriale che prevedeva il lancio della prima piattaforma televisiva commerciale con un'offerta di canali in alta definizione sul digitale terrestre in Italia chiamata Europa7 HD con l'utilizzo dello standard DVB-T2. Il 28 luglio 2010 iniziarono le trasmissioni in via sperimentale dall'impianto di Pratarena presso Monte Compatri e l'11 ottobre 2010 è avvenuto l'inizio definitivo delle trasmissioni, visibili su tutto il territorio nazionale tramite decoder. Europa7 HD iniziò a penetrare nel mercato televisivo grazie a un accordo con la Serie B, che portò alla nascita di Serie B TV con il fine di trasmettere in diretta e a pagamento le partite del campionato Serie B del 2012-13. Oltre al canale E8 in VHF, l'emittente usò nelle varie regioni dei canali supplementari al fine di garantire una maggiore copertura.
A seguito del fallimento del gruppo Dahlia TV nel 2011, Europa 7 risultava essere l'unico concorrente disponibile all'acquisto dei diritti della Serie B per le restanti giornate del campionato 2010-2011 e per il successivo anno calcistico ma due giorni dopo la Lega di Serie A e quella di Serie B entrambe rifiutarono l'offerta di Europa 7. Successivamente Di Stefano si è accordato con la Lega Serie B per la trasmissione della piattaforma Serie B TV sul digitale terrestre dopo che Mediaset si era aggiudicata anticipi e posticipi. Tale offerta, inserita sulla piattaforma di Europa 7 in DVB-T2, avrebbe dovuto trasmettere per tre stagioni tutte le partite delle stagione regolare, ma venne chiusa nel 2013.
A seguito della mancata messa a disposizione delle frequenze a Europa 7 per dieci anni, la Corte europea dei diritti umani ha condannato a giugno 2012 l'Italia al pagamento alla società di Di Stefano un risarcimento di dieci milioni di euro per i danni materiali e morali contro una richiesta di due miliardi di euro. A luglio 2012 il TAR del Lazio condannò poi il Ministero dello Sviluppo Economico a seguito della mancata esecuzione del precedente dispositivo della sentenza nominando un commissario per l’esecuzione della sentenza fissando una penale di 1500 euro al giorno per le frequenze negate all'imprenditore di Stefano finché non riuscirà a trasmettere dove e come promesso.
A febbraio 2013 Europa 7 partecipò alla competizione per l'acquisto delle reti LA7 e LA7d, allora messe in vendita da Telecom Italia: Di Stefano propose un'offerta vincolante per acquisire le due reti e veicolarle in alta definizione e in DVB-T2 sul mux di Europa7 HD, oltre che per attivare potenziali "sinergie industriali" fra Europa 7 e Telecom. La proposta non andò però a buon fine, a vantaggio di Cairo Communication.
Dopo un periodo nel quale aveva trasmesso pochi contenuti – esclusa la già citata stagione della Serie B del campionato di calcio italiano, i canali dell'offerta non avevano molti altri contenuti rilevanti né un palinsesto definito – la società Centro Europa 7 S.r.l. è stata dichiarata fallita il 10 aprile 2014, e ad agosto 2014 sono cessate momentaneamente le trasmissioni della rete come era comunque già successo nel corso dell’anno ma, diversamente dalle altre volte, sono stati spenti anche quasi tutti i ripetitori.
Da allora il mux di Europa7 HD ha continuato le trasmissioni con l'unico ripetitore rimasto acceso, quello di Monte Compatri a Roma, ma quasi tutti i canali della precedente offerta risultano spenti o inattivi; parte della banda viene ceduta per veicolare emittenti di altri editori, che saranno presenti sul mux fino al 2018.

### 2018-2020
A inizio novembre 2018 – in occasione del tavolo di coordinamento tra Mise e rappresentanti del settore televisivo, riguardante la futura riorganizzazione delle frequenze terrestri – Francesco Di Stefano annuncia che Europa 7 non rinuncerà a trasmettere e pianifica di lanciare un'offerta pay-per-view a basso prezzo di film ed eventi, che sfrutti sia la banda larga sia il segnale via etere: in particolare, sarà fornito all'utenza un particolare apparecchio (dongle) per ricevere l'offerta in digitale terrestre anche sui dispositivi mobili, rendendo non necessaria una connessione a Internet. A questo fine, e in adempienza alle sentenze europee che hanno interessato Europa 7, viene chiesto il mantenimento delle frequenze VHF e UHF ora possedute.
In seguito, il 20 ed il 21 dicembre 2018 viene eseguito un test sul mux Europa7 HD attivo a Roma, in cui la vecchia offerta dell'editore viene momentaneamente rimossa e sostituita da tre canali sperimentali in HD che trasmettono video musicali e trailer cinematografici. La nuova composizione del multiplex è disponibile stabilmente dal 28 gennaio 2019, in una versione leggermente diversa e composta da due canali attivi (Multisala HD e Voxson HD) e sette a schermo nero (da Sala1 a Sala7). Un comunicato stampa del 23 maggio 2019 conferma i dettagli già noti della nuova pay TV, che si chiamerà "Fly HD" e dovrebbe partire entro il settembre successivo; secondo Il Sole 24 Ore, il nuovo progetto di Europa 7 prevederà inoltre la collaborazione della società R2 S.r.l., controllata dal gruppo Mediaset, per quanto riguarda la gestione tecnologica della rete. Sempre da maggio 2019 si susseguono alcuni altri test di attivazione della nuova offerta: tuttavia, l'inizio delle trasmissioni ufficiali di Fly HD viene rimandato senza annunci ufficiali e non è mai avvenuto.
Negli ultimi giorni del 2019 e nel gennaio 2020 le emittenti locali che fanno capo a Di Stefano, ovvero TVR Voxson, Teleregione Toscana e Atv7, spengono definitivamente le proprie reti di ripetitori in Toscana, Lazio ed Abruzzo, con la prospettiva di aderire all'iniziativa di rilascio anticipato con indennizzo delle frequenze indetta dal Mise.
A partire da un nuovo test di trasmissione del 3 marzo 2020, Voxson HD viene sostituito da Sala8, altro canale di trailer cinematografici. Dall'estate 2020 i canali di Fly HD risultano irricevibili, dato che il ripetitore di Monte Compatri a Roma risulta trasmettere soltanto il segnale di portante del mux: la situazione rimane invariata fino allo spegnimento definitivo del mux nel marzo 2022 a causa della riorganizzazione delle frequenze nel Lazio.

### 2021-2023
Durante il processo di refarming delle frequenze televisive terrestri (dovuto alla liberazione di parte della banda UHF per fare spazio alla rete telefonica 5G), il mux di Europa 7 HD viene riconvertito in un diritto d'uso per "mezza rete nazionale senza specificazione di frequenze", applicando il fattore di conversione 0,5 utilizzato per tutti i multiplex nazionali. In seguito l'operatore di rete Europa Way non partecipa all'asta per l'assegnazione di quattro lotti addizionali di mezzo mux l'uno: di conseguenza, si trova nella necessità di stringere un accordo commerciale con l'unico rimanente depositario di un diritto d'uso per mezzo multiplex, ovvero la Premiata Ditta Borghini & Stocchetti di Torino (operatore di rete di Retecapri), per gestire la futura rete nazionale n.12.
Tuttavia, sia Europa Way sia la Premiata Ditta comunicano di non aver raggiunto un accordo. Perciò, l'AGCOM stabilisce una procedura (a loro riservata) di assegnazione non onerosa tramite graduatoria per la rete nazionale n.12: l'operatore assegnatario dovrà però affittare il 50% della banda disponibile all'altro concorrente oppure, nel caso quest'ultimo rinunci al suo diritto di precedenza, a eventuali terzi interessati. Le domande pervenute dovranno includere una descrizione dettagliata della pianificazione tecnica prevista per la rete e dell'offerta di servizio da sottoporre ai potenziali affittuari, sulla base delle quali verrà svolta la valutazione. Viene infine richiesto che ogni partecipante effettui un deposito cauzionale temporaneo tramite fideiussione, di importo pari al 25% degli investimenti preventivati nel proprio piano tecnico per la messa in opera della rete. Questa procedura viene formalizzata dal MISE in un disciplinare di gara e in una lettera d'invito alla partecipazione rivolta alla Premiata Ditta e a Europa Way, datata 20 maggio 2022. La scadenza per la presentazione delle domande viene fissata per il 10 giugno 2022. La procedura non arriva però a compimento.
Il 20 ottobre 2022 una nuova delibera dell'AGCOM con annesso allegato, pubblicata poi il 27 ottobre, rivela che sia la Premiata Ditta sia Europa Way avevano inoltrato le proprie domande di partecipazione entro i termini previsti, ma entrambe sono state rifiutate per mancanza dei depositi cauzionali richiesti dal disciplinare di gara. Perciò viene indetta una consultazione pubblica di 30 giorni al fine di stabilire una procedura alternativa di assegnazione del mux nazionale n.12, a partire da una nuova proposta di partenza dell'AGCOM. Posto che la Premiata Ditta ed Europa Way non raggiungano un accordo commerciale in extremis, la nuova procedura sarebbe a titolo oneroso senza rilanci competitivi, e aperta a qualunque operatore di rete italiano che non sia già proprietario di 3 reti nazionali su 12, incluse le stesse Premiata Ditta ed Europa Way ed eventuali nuovi entranti indipendenti. L'assegnazione riguarderebbe l'intera rete in un solo lotto (senza stavolta obblighi di subaffitto), e viene proposto come base di gara un importo di 7.900.000 euro, ottenuto moltiplicando per 2 l'offerta minima richiesta anni prima per l'assegnazione di ogni lotto addizionale di mezzo mux l'uno. Quest'importo verrebbe comunque lievemente riscalato in base alla durata prevista del diritto d'uso (10 anni) e poi scontato del 10% in considerazione del periodo di generali difficoltà economiche dovute ai prezzi dell'energia elettrica. La valutazione sarebbe basata, come in procedure analoghe del passato, per il 70% sul piano di rete e la gestione tecnica previste dall'operatore e per il 30% sull'offerta economica.
La sintesi della consultazione pubblica e la proposta definitiva di procedura di assegnazione vengono poi emanate dall'AGCOM l'8 febbraio 2023. Le poche modifiche rispetto alla proposta precedente riguardano la possibile partecipazione al bando di consorzi composti da più operatori di rete che rispettino i requisiti precedentemente esposti, nonché il diverso peso dato alle componenti dell'offerta (80% per la componente tecnica e 20% per quella economica) e l'aumento del fattore di sconto alla base d'asta dal 10 al 15%. Tuttavia non si sono registrati ulteriori sviluppi negli anni successivi e la rete nazionale n.12 è rimasta non assegnata e inattiva.

## Emittenti affiliate
Dal 1999 al 2010 Europa 7 operò solo sotto forma di syndication. Le sue affiliate regionali erano le seguenti:
- Veneto: Lady TV;
- Lombardia: Più Blu Lombardia; Varese TV (entrambe furono affiliate per pochi mesi nel 2000, dopo i quali la regione rimase scoperta);[senza fonte]
- Toscana e Umbria: Teleregione Toscana;
- Lazio: TVR Voxson;
- Marche: Tv Centro Marche;
- Abruzzo e Molise: TVQ, Atv7;
- Campania: Canale 8;
- Puglia e Basilicata: Teleregione Color;
- Calabria: RTC Telecalabria, Telespazio Calabria 2;
- Sicilia: Antenna Sicilia, Telejonica, Teletna, Telemed 1.
- Sardegna: Tele Costa Smeralda, Teleregione Sardegna, Videolina (in casi eccezionali)

## Programmi
Dal 1998 al 2005 il palinsesto comune di Europa 7 in syndication comprendeva film e telefilm spesso ereditati da Italia 7, alcuni anime distribuiti dalla Doro TV Merchandising e dalla Yamato Video e replicati in varie fasce orarie, i TG e alcune rubriche. Inoltre l'emittente trasmetteva programmi a carattere comico, fra cui Seven Show e Trambusto, in parte replicati anch'essi da Italia 7 e in parte autoprodotti. Dal gennaio del 2006 scomparvero le serie animate e il circuito trasmise solo film e programmi spesso in replica, sino alla chiusura.

### Telefilm
- I Campbell
- La grande vallata
- Poliziotto a 4 zampe

### Serie animate
- Arrivano i vostri – programma contenitore dedicato all'animazione classica che includeva Tom & Jerry, Merrie Melodies e Looney Tunes
- He Man
- City Hunter
- Ken il guerriero
- L'Uomo Tigre
- Patlabor (prima serie OAV e seconda serie OAV)
- Ranma ½ (edizione censurata: in particolare, episodi 51-161 con il doppiaggio Doro TV / TMC)
- Sampei
- Sun College

### Programmi autoprodotti
- GAM - Giappone animato magazine
- Seven Show
- Super Trambusto
- Stand Up